# Boulange
Boulange este o comună franceză situată în cantonul Algrange și departamentul Moselle, în regiunea Grand Est.

## Geografie

### Comune limitrofe
| Errouville (Meurthe-et-Moselle)     | Aumetz     | Tressange |
| Beuvillers (Meurthe-et-Moselle)     |            | Havange   |
| Audun-le-Roman (Meurthe-et-Moselle) | Lommerange | Fontoy    |

## Hidrografie

### Rețeaua hidrografică
Comuna este situată în bazinul hidrografic al Meuse și în bazinul hidrografic al Rinului, în cadrul bazinului Rin-Meuse. Este traversată de pârâul Conroy.
Le Conroy, cu o lungime totală de 20,9 km, își are izvorul în comună și se varsă în Orne la Moyeuvre-Grande, după ce traversează șapte comune.

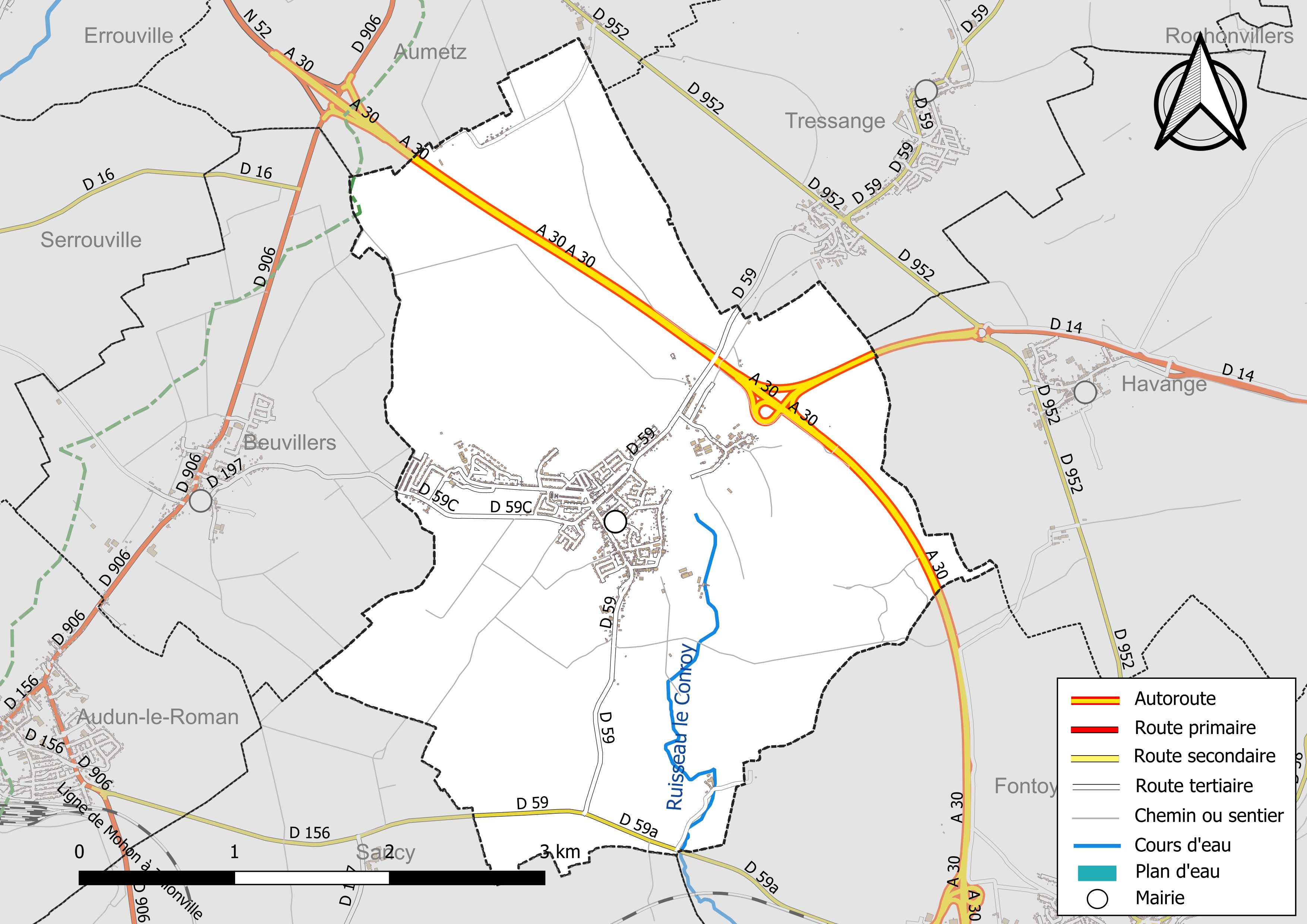
Rețelele hidrografică și rutieră din Audun-le-Tiche.

### Climă
În 2010, clima comunei era de tip montan, conform unui studiu al CNRS, bazat pe o serie de date aferente perioadei 1971-2000. În 2020, Météo-France a publicat o tipologie a climatului din Franța metropolitană, în care comuna este clasificată cu un climat semi-continental și se află în regiunea climatică Lorena, platoul Langres, Morvan, caracterizată printr-o iarnă aspră (1,5 °C), vânturi moderate și ceață frecventă în toamnă și iarnă.
Pentru perioada 1971-2000, temperatura medie anuală este de 9,2 °C, cu o amplitudine termică anuală de 16,3 °C. Cantitatea medie anuală de precipitații este de 894 mm, cu 12,9 zile de precipitații în ianuarie și 9,5 zile în iulie. Pentru perioada 1991-2020, temperatura medie anuală observată la stația meteorologică cea mai apropiată, situată în comuna Amnéville la 19 km distanță în linie dreaptă, este de 10,2 °C, iar cantitatea medie anuală de precipitații este de 884,1 mm.
Pentru viitor, parametrii climatici estimati pentru comună, pentru anul 2050, conform diferitelor scenarii de emisii de gaze cu efect de seră, pot fi consultati pe un site dedicat publicat de Météo-France în noiembrie 2022.

## Urbanism

### Tipologie
La 1 ianuarie 2024, Boulange este clasificată ca târg rural, conform noii grile comunale de densitate cu șapte niveluri definită de INSEE (Institutul Național de Statistică și Studii Economice) în 2022. Aparține unității urbane Boulange, o unitate urbană monocomunală constituind un oraș izolat. De asemenea, comuna face parte din zona metropolitană a Luxemburgului (partea franceză), fiind o comună din coroana acesteia. Această zonă, care cuprinde 115 comune, este clasificată în categoriile de 700 000 de locuitori sau mai mult (exceptând Parisul).

### Utilizarea terenului
Ocuparea solului comunei, așa cum reiese din baza de date europeană de ocupare biofizică a solului Corine Land Cover (CLC), este marcată de importanța teritoriilor agricole (80,8% în 2018), o proporție sensibil echivalentă cu cea din 1990 (81,4%). Repartiția detaliată în 2018 este următoarea: terenuri arabile (63,7%), pajiști (15,1%), păduri (12,5%), zone urbanizate (6,7%), zone agricole eterogene (2%). Evoluția ocupării terenurilor în comună și a infrastructurilor sale poate fi observată pe diferitele reprezentări cartografice ale teritoriului: harta Cassini (secolul XVIII), harta de stat-major (1820-1866) și hărțile sau fotografiile aeriene ale IGN pentru perioada actuală (1950 până în prezent).

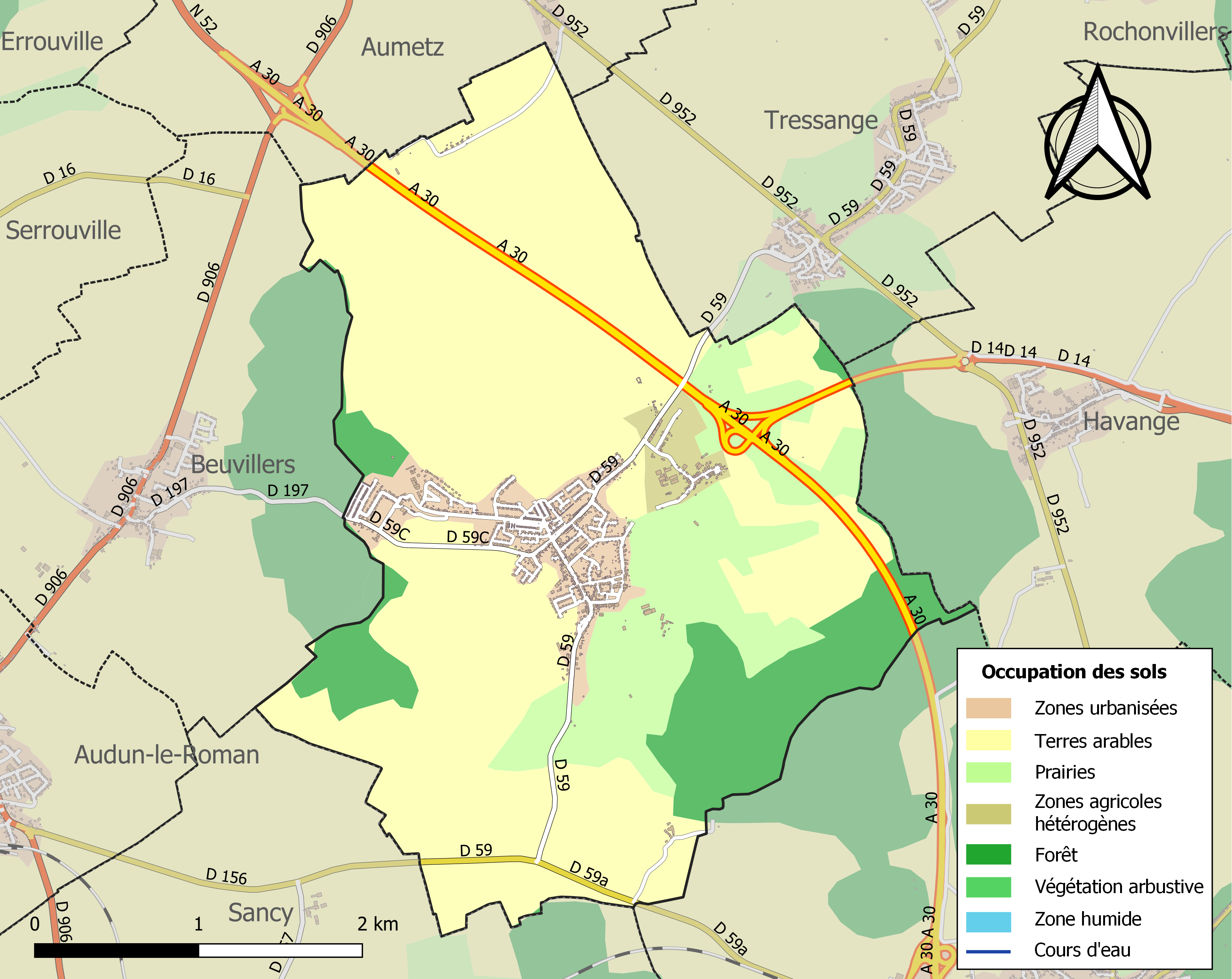
Harta infrastructurii și utilizării terenului a comunei în 2018 (CLC).

## Toponimie

### Boulange
De la un nume de persoană germanic Bollo urmat de sufixul -ing franceizat în -ange.
Bollingen (789-790), Bolling (1178), Boulenges (1290), Bulingen (1350), Boulainge (secolul al XV-lea), Boullenge (1429), Bolenge (1436), Bollinga (D. Cal. not. Lorr.), Bolingen (secolul al XVIII-lea; pouillé de Trèves), Boulange (1793).
În germană Bollingen.
Numele Bollinger provine din Bolling și desemna odinioară locuitorii satului.
Împărtășește o toponimie similară cu localitățile Bollingen (Elveția), Bollingen (Baden-Württemberg) și Bollingen (Saxonia Inferioară).

### Bassompierre
Numele are ca origine compusul germanic beta-stein « piatră de rugăciune » (probabil un megalit). Sau un nume de persoană germanic Basso/Beczo urmat de latinescul petra « piatră ».
Bazompetra în 1133, Bassompetra în 1138, Betstein și Betsteyn în 1570, Basompier în 1636.
În germană Betstein. În francică lorenă: Betsteen, Bettsteen și Betschden. În lorenă romană: Besompierre.

## Istorie
Sat al Ducatului de Bar, în prepozitura de Sancy. Era parohie a diecezei de Trier (decanatul de Luxemburg). În 1817, Boulange, sat din vechea provincie Barrois unde izvorăște Conroy, avea ca anexă Bassompierre și moara Petite Moyeuvre. La acea vreme, avea 391 de locuitori repartizați în 72 de case. Bassompierre avea 157 de locuitori repartizați în 26 de case.
În 1871, Adolphe Thiers dorea să ofere spațiu fortăreței Belfort care trebuia să rămână franceză. Germanii, care nu ignorau marea valoare minieră a subsolului, au acceptat cu condiția de a recupera în avantajul lor comune prin deplasarea spre vest a frontierei prevăzute în preliminariile de pace semnate la Versailles pe 26 februarie 1871. Comunele Rédange, Thil, Villerupt, Aumetz, Boulange, Lommerange, Sainte-Marie-aux-Chênes, Vionville deveneau astfel germane. Dar Villerupt și Thil au rămas franceze datorită jovialității normandului Augustin Pouyer-Quertier, care îl plăcea pe cancelarul Bismarck. În ceea ce privește Boulange, să cităm această anecdotă din timpul delimitării frontierei: „La limita comunelor Beuvillers și Boulange, acolo unde va trece frontiera definitivă, toată lumea este prezentă la întâlnire, cu excepția primarului din Boulange, un rentier (domnul Simon), un bărbat solid, care în cele din urmă apare, de departe, legănându-se, interpelat de comisarul german, care îl grăbește. Primarul încetinește și mai mult. Germanul își ridică vocea. „Ah, asta!”, spuse rentierul sosind, „credeți că mă grăbesc atât de tare să devin prusac?... Scuzați-mă, domnule căpitan (vorbindu-i francezului Laussedat), că v-am făcut să așteptați, dar sunt sigur că nu-mi purtați pică, dumneavoastră.”).
Boulange (Bollingen în timpul anexării) avea o mină de fier care a fost închisă în 1969. În perioada antebelică, Boulange avea 35 de asociații. Boulange a semnat, de asemenea, un pact de prietenie cu orașul Riom, unde mulți locuitori din Boulange s-au refugiat pentru a scăpa de ocupația germană.
În 1940, abatele Annéser, parohul din Boulange, s-a refugiat în orașele Riom și Volvic din zona liberă, împreună cu aproximativ 900 dintre enoriașii săi.
În anii '50, în Boulange existau: 10 cafenele, un cinematograf, 3 brutării, 4 magazine de biciclete, o fabrică de limonadă, 2 cizmării, un economat, 1 CMDP (Casă Mutuală de Împrumuturi și Depozite), un Sanal, 4 mercerii, 2 măcelării, un magazin de articole de fierărie, 3 frizerii, o farmacie, 2 lăptării, 4 băcănii, o firmă de pompe funebre, un atelier de fier forjat, o tâmplărie, un magazin de fructe și legume, o companie de transport în comun.

### Bassompierre
Comună independentă până în 1812, Bassompierre este astăzi atașată comunei Boulange. Regele Stanisław Leszczyński și Ludovic al XV-lea au ordonat în 1766 ca Bassompierre să se numească Saint-Menge; dar satul și-a reluat astăzi vechiul nume.
Sat din Lorena sau din Ducatul de Bar, graniță cu Ducatul Luxemburg; reședință de baronie și prepozitură cu același nume. De ceva timp, seniorii acestui loc poartă titlul de marchiz; George Africain de Bassompierre, marchiz de Remonville, senior de Châlelet, Baudricourt etc., mare șambelan al Lorenei, mort în 1632, căsătorit în 1610 cu Henriette de Tornielle, fiica lui Charles-Emmanuel de Tornielle, mare maestru și șef al finanțelor Lorenei, cu care a avut pe Anne-François de Bassompierre, acesta și succesorii săi au moștenit și au luat titlul de marchiz de Bassompierre și de Remonville. Domnul marchiz de Bassompierre este singurul senior al acestui sat care în sine este puțin considerabil, având doar unsprezece sau doisprezece locuitori, se află la o jumătate de leghe de Sancy și sub jurisdicția prepozitului, rețetei și bailliage-ului de Briey, curtea suverană de Nancy. De mult timp, seniorii de Bassompierre au avut un rol important în Lorena; încă din anul 1387, Simon, senior de Bassompierre, este numit de către ducele de Bar, alături de alți seniori, pentru a judeca diferendele care ar putea apărea între supușii Barrois și cei ai Luxemburgului. În 1490, orașul Metz era în război cu Hanus Arantz și Arnoud Arantz, fratele său, și cu Arnoud de Fénétrange. În același timp, George de Bassompierre și Perrin de Landre au cerut orașului Metz mai mulți bărbați și femei pe care pretindeau că sunt de condiție servilă și le aparțin, iar cei din Metz au refuzat să-i predea. Spre sfârșitul lunii septembrie a acelui an, seniorul de Bassompierre a trimis o provocare sau o declarație de război orașului Metz, iar la câteva zile după aceea, un anume Jean de Saint-Mihiel, în fruntea a douăzeci și șase de soldați care făceau parte din armata aceluiași senior de Bassompierre, au trimis și ei o provocare orașului Metz. La ultimul octombrie, cei din Metz au mărșăluit împotriva fortăreței Bassompierre, dar s-au întors a doua zi. În a patra zi a lunii noiembrie, treizeci și șapte de noi dușmani, susținuți de seniorul de Bassompierre, au venit din nou să provoace orașul Metz. Curând au început ostilitățile, iar oamenii din Bassompierre au luat caii și alte vite din câteva sate. Au fost urmăriți până aproape de Bassompierre, dar nu au putut fi ajunși.
Castelul Bassompierre este în prezent în stare proastă, în ruină (1750). Se poate vedea genealogia casei de Bassompierre în P. Anselme și în Moréri. Această casă a fondat Mănăstirea Minimiților din Nancy în 1592, iar în biserica acestor călugări se văd mausoleele lui Christophe de Bassompierre, mare șambelan și șef al finanțelor Lorenei, și al Louisei de Rendeval, soția sa, fondator și fondatoare a acestei case. Aceste mausolee sunt din marmură și de o lucrare rafinată. Cele două personaje sunt din bronz, restul mausoleului din marmură neagră. Se vede și mausoleul lui François de Bassompierre, care este simplu, din piatră. Casa de Bassompierre este originară din Germania și s-a stabilit în Lorena în secolul al XIV-lea. Poartă un blazon de argint cu un chevron roșu cu trei piese. Casa de Bassompierre, la începuturi, s-a atașat de ducii de Burgundia, dar Carol Temerarul, ultimul duce de Burgundia, nelipsindu-și cuvântul dat lui Simon de Bassompierre, acest senior a trecut în serviciul ducelui René al II-lea.

## Populația și societatea

### Date demografice
Evoluția numărului de locuitori este cunoscută prin recensămintele populației efectuate în comună începând din 1793. Pentru comunele cu mai puțin de 10 000 de locuitori, un recensământ al întregii populații este realizat la fiecare cinci ani, populațiile legale pentru anii intermediari fiind estimate prin interpolare sau extrapolare.
În 2022, comuna număra 2 431 locuitori, în scădere cu -2,57 % față de 2016 (Moselle: +0,52 %, Franța fără Mayotte: +2,11 %).

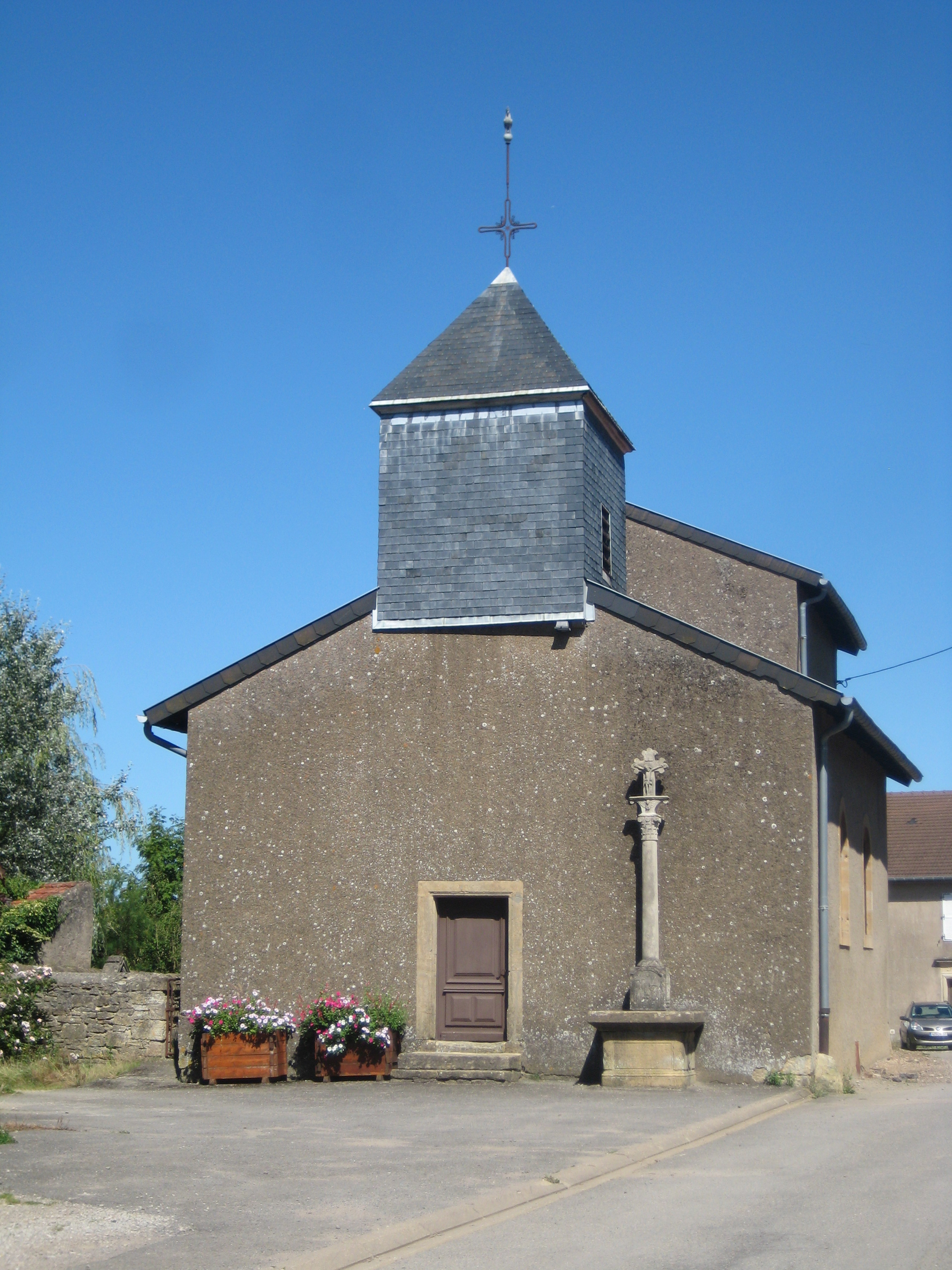
Capela Saint-Luc de Bassompierre.

| An        | 1793 | 1821 | 1841 | 1861 | 1875 | 1885 | 1900 | 1921  | 1936  | 1962  | 1982  | 2006  | 2014  | 2022  |
| --------- | ---- | ---- | ---- | ---- | ---- | ---- | ---- | ----- | ----- | ----- | ----- | ----- | ----- | ----- |
| Populație | 336  | 498  | 509  | 484  | 397  | 381  | 830  | 1 230 | 1 819 | 2 528 | 1 839 | 2 205 | 2 506 | 2 431 |

## Cultură locală și patrimoniu

### Locuri și monumente

#### Edificii civile
- Vestigii galo-romane.
- Fostul castel al familiei Bassompierre, demolat din ordinul cardinalului Richelieu în 1635.

#### Edificii religioase
- Biserica parohială Notre-Dame-de-la-Nativité, a cărei primă piatră a fost pusă în 1931, se află pe locul predecesoarelor sale (datând din 1084 și 1756).
- Capela Saint-Luc din Bassompierre, datând din 1133 și extinsă în 1764 (în același an, Louis-Joseph de Montmorency-Laval, episcop de Metz, a sigilat piatra de marmură a altarului principal), data ultimei sale modificări. Privind corul, se poate observa că este o construcție romanică pură.
- Capela Saint-Quirin, unde se afla o relicvă a sfântului trimisă de papă parohului din Boulange, abatele Jean-Louis Robert, în 1774. A fost distrusă în timpul mandatului domnului Brandenbourger în 1949, automobilul a avut câștig de cauză (trebuia lărgit drumul pentru ca mașinile să poată circula). Astăzi, în locul ei se află o cruce.

### Personalități
- François de Bassompierre, numit și „mareșalul de Bassompierre” (1579-1646), gentilom și militar.